# Mare de Déu del Roser de Granyena
Mare de Déu del Roser de Granyena és una obra de Granyena de les Garrigues (Garrigues) inclosa a l'Inventari del Patrimoni Arquitectònic de Catalunya.

## Descripció
És una moderna ermita de planta triangular amb façana el·líptica, construïda amb obra, arrebossada i pintada de blanc amb parts destacades amb aplacat de pedra (sòcol de la façana, marcs finestres i porta principals). Des de la meitat cap a l'absis, el sostre és més elevat per a poder posar una filera de finestres i tenir més llum natural. La coberta és a dues aigües. A l'extrem final hi ha un campanar metàl·lic de formes corbes semblant a un nínxol. A les portes laterals hi ha petites obertures allargades. El sostre està fet d'obra vista i el paviment també de formigó; les parets estan policromades i l'altar està fet amb pedres de molí.

## Història
El senyor Fortunio va fer el projecte i en la construcció hi participà tot el poble. El campanar de ferro fou fet a cal Calderó de Lleida. Va ser consagrada el 6 d'octubre de 1990.